# 余慈铁路
余慈铁路又名余慈支线，是浙江省第一条地方铁路，全线位于宁波市境内，连接余姚市和慈溪市，铁路起自萧甬铁路蜀山站，于余姚、慈溪两市交界以600米长隧道穿过桃花山和齿山岗垭口，终点位于大洋山，全长13.75公里，于1992年10月18日开工，1997年2月15日开通运营，由慈溪市铁路管理处有限公司（原慈溪市铁路管理处，2017年公司化）运营，初期为余姚站分货场，2000年4月1日以蜀山站作为余慈铁路的货运交接站，慈溪铁路货运站正式纳入全国铁路运输网:352:350、371，截至2017年货运量1330.5万余吨